# Проектирование баз данных
Проектирование базы данных — процесс создания схемы базы данных и определения необходимых ограничений целостности.

## Основные задачи проектирования баз данных
Основные задачи:
- Обеспечение хранения в БД всей необходимой информации.
- Обеспечение возможности получения данных по всем необходимым запросам.
- Сокращение избыточности и дублирования данных.
- Обеспечение целостности базы данных.

## Основные этапы проектирования баз данных

### Концептуальное (инфологическое) проектирование

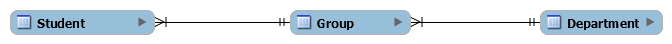
Пример концептуальной схемы

Концептуальное (инфологическое) проектирование — построение семантической модели предметной области, то есть информационной модели наиболее высокого уровня абстракции. Такая модель создаётся без ориентации на какую-либо конкретную СУБД и модель данных. Термины «семантическая модель», «концептуальная модель» и «инфологическая модель» являются синонимами. Кроме того, в этом контексте равноправно могут использоваться слова «модель базы данных» и «модель предметной области» (например, «концептуальная модель базы данных» и «концептуальная модель предметной области»), поскольку такая модель является как образом реальности, так и образом проектируемой базы данных для этой реальности.
Конкретный вид и содержание концептуальной модели базы данных определяется выбранным для этого формальным аппаратом. Обычно используются графические нотации, подобные ER-диаграммам.
Чаще всего концептуальная модель базы данных включает в себя:
- описание информационных объектов или понятий предметной области и связей между ними.
- описание ограничений целостности, то есть требований к допустимым значениям данных и к связям между ними.

### Логическое (даталогическое) проектирование

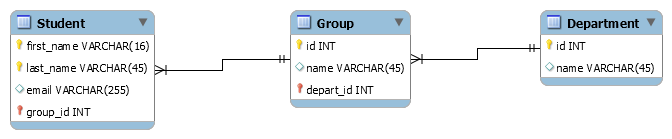
Пример логической схемы для реляционной модели данных.

Логическое (даталогическое) проектирование — создание схемы базы данных на основе конкретной модели данных, например, реляционной модели данных. Для реляционной модели данных даталогическая модель — набор схем отношений, обычно с указанием первичных ключей, а также «связей» между отношениями, представляющих собой внешние ключи.
Преобразование концептуальной модели в логическую модель, как правило, осуществляется по формальным правилам. Этот этап может быть в значительной степени автоматизирован.
На этапе логического проектирования учитывается специфика конкретной модели данных, но может не учитываться специфика конкретной СУБД.

### Физическое проектирование
Физическое проектирование — создание схемы базы данных для конкретной СУБД. Специфика конкретной СУБД может включать в себя ограничения на именование объектов базы данных, ограничения на поддерживаемые типы данных и т. п. Кроме того, специфика конкретной СУБД при физическом проектировании включает выбор решений, связанных с физической средой хранения данных (выбор методов управления дисковой памятью, разделение БД по файлам и устройствам, методов доступа к данным), создание индексов и т. д.
Результатом физического проектирования логической схемы выше на языке SQL может являться следующий скрипт:
```
CREATE
 
TABLE
 
IF
 
NOT
 
EXISTS
 
Department
 
(
 
-- Факультет

  
id
 
INT
 
NOT
 
NULL
,

  
name
 
VARCHAR
(
45
),

  
PRIMARY
 
KEY
 
(
id
)

);

CREATE
 
TABLE
 
IF
 
NOT
 
EXISTS
 
Group
 
(

  
id
 
INT
 
NOT
 
NULL
,

  
name
 
VARCHAR
(
45
)
 
,

  
depart_id
 
INT
 
NOT
 
NULL
,

  
UNIQUE
 
INDEX
 
depart_id_UNIQUE
 
(
depart_id
 
ASC
),

  
PRIMARY
 
KEY
 
(
id
,
 
depart_id
),

  
CONSTRAINT
 
depart_fk

    
FOREIGN
 
KEY
 
(
depart_id
)

    
REFERENCES
 
Department
 
(
id
)

);

CREATE
 
TABLE
 
IF
 
NOT
 
EXISTS
 
Student
 
(

  
first_name
 
VARCHAR
(
16
)
 
NOT
 
NULL
,

  
last_name
 
VARCHAR
(
45
)
 
NOT
 
NULL
,

  
email
 
VARCHAR
(
255
),

  
group_id
 
INT
 
NOT
 
NULL
,

  
PRIMARY
 
KEY
 
(
last_name
,
 
first_name
,
 
group_id
),

  
INDEX
 
group_fk_idx
 
(
group_id
 
ASC
),

  
CONSTRAINT
 
group_fk

    
FOREIGN
 
KEY
 
(
group_id
)
 
REFERENCES
 
Group
 
(
id
)

);

```

## Нормализация
При проектировании реляционных баз данных обычно выполняется так называемая нормализация.

## Модели «сущность-связь»
Модель «сущность-связь» (англ. “Entity-Relationship model”), или ER-модель, предложенная П. Ченом в 1976 г., является наиболее известным представителем класса семантических (концептуальных, инфологических) моделей предметной области. ER-модель обычно представляется в графической форме, с использованием оригинальной нотации П. Чена, называемой ER-диаграмма, либо с использованием других графических нотаций (Crow’s Foot, Information Engineering и др.).
Основные преимущества ER-моделей:
- наглядность;
- модели позволяют проектировать базы данных с большим количеством объектов и атрибутов;
- ER-модели реализованы во многих системах автоматизированного проектирования баз данных (например, ERWin).

Основные элементы ER-моделей:
- объекты (сущности);
- атрибуты объектов;
- связи между объектами.

Сущность — объект предметной области, имеющий атрибуты.
Связь между сущностями характеризуется:
- типом связи (1:1, 1:N, N:М);
- классом принадлежности. Класс может быть обязательным и необязательным. Если каждый экземпляр сущности участвует в связи, то класс принадлежности — обязательный, иначе — необязательный.

## Семантические модели
Семантическая модель (концептуальная модель, инфологическая модель) — модель предметной области, предназначенная для представления семантики предметной области на самом высоком уровне абстракции. Это означает, что устранена или минимизирована необходимость использовать понятия «низкого уровня», связанные со спецификой физического представления и хранения данных.
Дейт К. Дж. Введение в системы баз данных. — 8-е изд. — М.: «Вильямс», 2006:

Семантическое моделирование стало предметом интенсивных исследований с конца 1970-х годов. Основным побудительным мотивом подобных исследований (то есть проблемой, которую пытались разрешить исследователи) был следующий факт. Дело в том, что системы баз данных обычно обладают весьма ограниченными сведениями о смысле хранящихся в них данных. Чаще всего они позволяют лишь манипулировать данными определенных простых типов и определяют некоторые простейшие ограничения целостности, наложенные на эти данные. Любая более сложная интерпретация возлагается на пользователя. Однако было бы замечательно, если бы системы могли обладать немного более широким объемом сведений и несколько интеллектуальнее отвечать на запросы пользователя, а также поддерживать более сложные (то есть более высокоуровневые) интерфейсы пользователя.

[…]

Идеи семантического моделирования могут быть полезны как средство проектирования базы данных даже при отсутствии их непосредственной поддержки в СУБД.

Наиболее известным представителем класса семантических моделей является модель «сущность-связь» (ER-модель).